# Березовський Вадим Якимович
Вади́м Яки́мович (Акимович) Березо́вський (29 серпня 1932, Київ — 14 листопада 2020, Київ) — український патофізіолог, фахівець у галузі клінічної фізіології та космічної медицини. Доктор медичних наук, професор. Лауреат премії Президії АН УРСР, заслужений діяч науки і техніки України, лауреат Державної премії України, премії ім. О. О. Богомольця.
Віце-президент Міжнародної академії проблем гіпоксії, директор Державного науково-дослідного медико-інженерного центру немедикаментозного оздоровлення, реабілітації, терапії «НОРТ» при Інституті експериментальної патології, онкології і радіобіології ім. Р. Є. Кавецького, завідувач відділом клінічної патофізіології Інституту фізіології ім. О. О. Богомольця, куратор напряму «Космічна медицина» Національного космічного агентства України. Член («академік») ГО Міжнародної академії проблем гіпоксії.

## Життєпис
Народився 29 серпня 1932 року у Києві.
1950 року поступив на навчання до Київського медичного інституту — лікувальний факультет. По закінченні навчання отримав диплом з відзнакою, працював невропатологом у Луцькій дитячій лікарні, одночасно викладав фізіологію в Луцькому медичному училищі.
1958 вступив до аспірантури при Інституті фізіології ім. О. О. Богомольця. Захистив кандидатську, з часом — докторську дисертацію.
Працював молодшим, старшим науковим співробітником, завідувачем лабораторією, відділом фізіології дихання, відділу клінічної патофізіології.
Протягом 3 років читав підготований ним курс лекцій в Київському державному університеті ім. Т. Г. Шевченка — на біологічному факультеті.
В своїх експериментальних роботах досліджував теплові ефекти збудження у різних ділянках головного мозку собак та пов'язаність з функціональною активністю і місцевим кровопостачанням нервової тканини.
У співпраці з Миколою Сиротиніним першими в Україні використали електрохімічний метод вимірювання напруження кисню в людських живих тканинах та лабораторних тканин.
В ході цих досліджень розробив та впровадив:
- технологію калібрування індикаторного електрода,
- методику стабілізації активної поверхні електрода у біологічному середовищі,
- засоби для запобігання каталітичного виділення кисню при роботі в кислому середовищі.

Напрацював та впровадив у промислове виробництво окситензометр — перший в СРСР прилад для вимірювання напруження кисню в тканинах тварин та людини, за цю роботу вшанований премією Президії АН УРСР.
Разом зі співробітниками відділу кардіології створив та запатентував пристрій дискретного вимірювання систолічного та діастолічного напруження кисню в міокарді.
Був організатором проведення в Києві трьох Всесоюзних симпозіумів: «Полярографічне визначення кисню в біологічних об'єктах» — 1967, 1969, 1972.
Майже щороку брав участь у високогірних експедиціях, по результатах яких 1975 року випустив монографію «Напруга кисню в тканинах тварин та людини».
Будучи керівником відділу фізіології дихання, продовжував напрямок попереднього керівника — професора Є. В. Колпакова, досліджував реакції різних біологічних об'єктів на гіпоксію, по цих дослідженнях 1978 року вийшла монографія «Гіпоксія та індивідуальні особливості реактивності».
Склав реєстр моно- та дизиготних близнюків міста Києва — для дослідження співвідношення вроджених та набутих в процесі онтогенезу особливостей реакцій на гіпоксію, провадив вибіркові дослідження на рівні моря та в умовах високогір'я
Разом з В. Ю. Горчаковим розробили та створили прилад сурфактометр — для визначення активності сурфактантів.
Результати досліджень оприлюднені в монографії — «Поверхнево-активні речовини легені» — 1982,
та збірці «Сурфактанти легені в нормі та патології» — 1983.
Під час дослідження впливу реакції організму на початкові стадії розвитку гіпоксії, дослідив стимулюючий вплив на секрецію ендорфінів, еритропоетинів, катехоламінів, загальну стимуляцію енергетичного метаболізму. Встановив, що є два відмінних за ефектом дії типи кисневої депривації:
- саногенна гіпоксія, сприяюча людському здоров'ю та довголіттю
- та патогенна гіпоксія, здатна ушкодити здоров'я.

У подальших дослідженнях при використанні новітніх мембранних технологій та ефекту «мембранного сита», створює генератори штучного гірського повітря, котрі здатні забезпечити індивідуальне дозування нормобаричної саногенної гіпоксії — прилади «Борей» та «Оротон».
За результатами цих досліджень випустив монографії «Фізіологічні механізми саногенних ефектів гірського клімату» — 1988 та «Введення в оротерапію» — 1998, перевидана в 2002.
Також досліджував біофізичні феномени життєдіяльності як окремих клітин, так і організму в цілому. По цих дослідженнях опублікував
- «Тлумачник-довідник по фізіології та патології дихання» — 1984, і
- «Біофізичні характеристики тканин людини» — 1990.

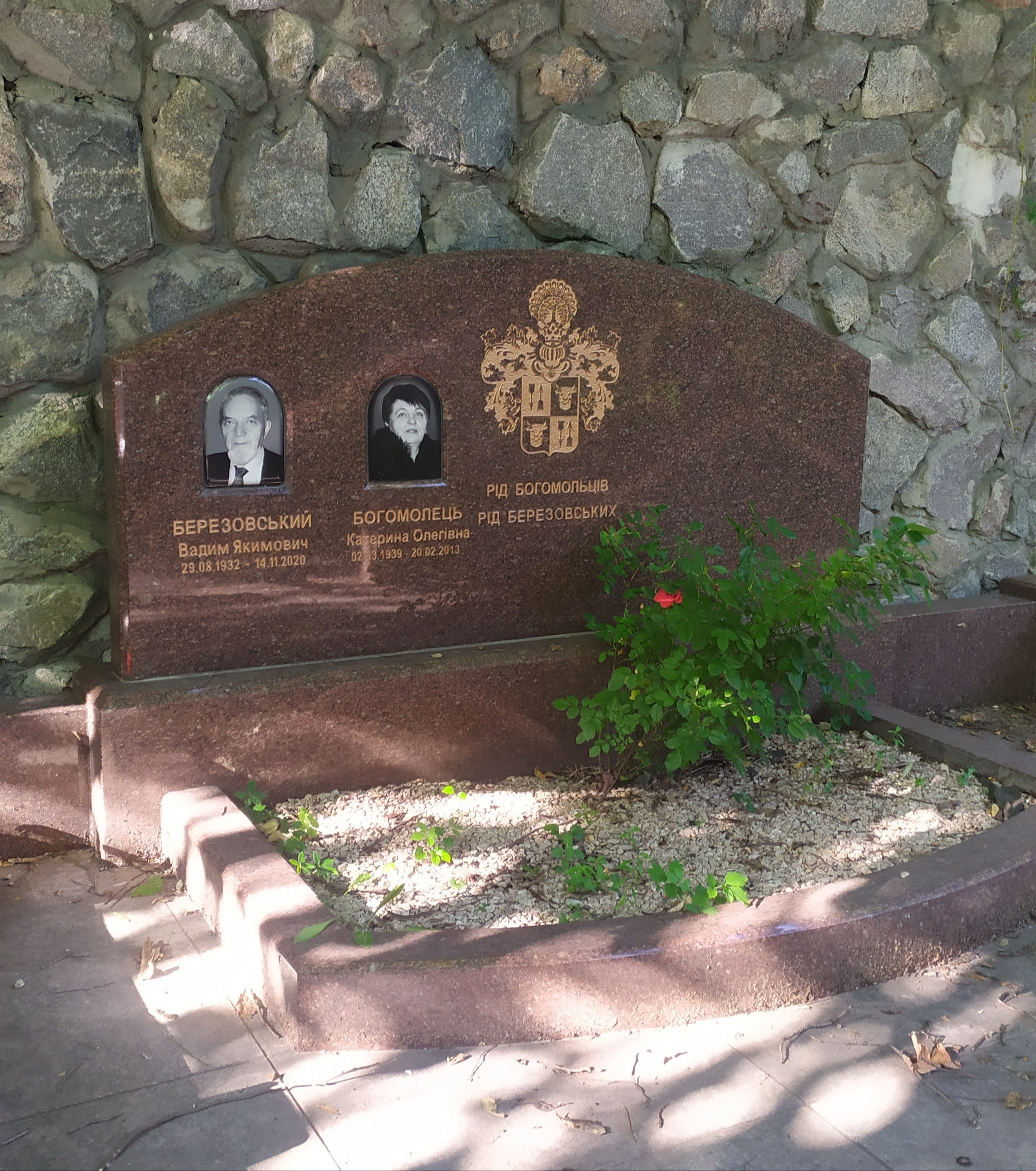
Могила Вадима Березовського та Катерини Богомолець, Байкове кладовище

Разом із співробітниками відділу клінічної патології довів здатність гальмувати розвиток алергічних станів та остеопенії бездіяльності під час преадаптації в межах саногенної гіпоксії. Розроблену методику превентивного підвищення резистентності організму було використано в передполітній підготовці космонавта Леоніда Каденюка та дублера Я. Пустового.
Брав участь у 8 міжнародних конгресах і симпозіумах. Загалом опубліковано 340 наукових робіт та статей, 10 монографій. Зареєстрував 29 авторських свідоцтв та патентів на винаходи. Підготував 32 кандидатів та докторів наук.
Серед його робіт, зокрема: «Інструментальна оротерапія в комплексній реабілітації дитячого церебрального паралічу» — разом з В. Ю. Мартинюком та К. В. Яценко, 2008.
Помер на 89-му році життя 14 листопада 2020 року. Похований на Байковому кладовищі разом з дружиною (ділянка № 6, 50°25′5.90″ пн. ш. 30°30′38.20″ сх. д. / 50.4183056° пн. ш. 30.5106111° сх. д.).

### Родина
Разом з дружиною, Катериною Богомолець, виховали дочку, Ольгу Богомолець — доктора медичних наук, громадську діячку, співачку, активістку Євромайдану.

## Громадська діяльність
Професор Березовський — активний громадський діяч, організатор акцій проти забудови на території Олександрівської лікарні в Києві. Конфлікт спалахнув через бажання концерну «Житлобуд» побудувати 17-поверховий будинок впритул до корпусів лікарні по вулиці Шовковичній у 2008 році. Березовський разом з представниками ініціативи «Збережи старий Київ» брав у сутичках із забудовниками, після чого проти 76-річного професора було порушено кримінальну справу за побиття будівельника. У 2010 році звинувачення було зняте Печерським судом. Станом на лютий 2013 року Вищий господарський суд України почав розгляд скарги забудовника, через що Березовський повідомив про небезпеку відкриття могильнику сибірки на території лікарні.